# سودرك
سودرك (بالإنجليزيَّة: Southwark، وتلفظ: /ˈsʌðərk/  SUDH-ərk) هو أحد أحياء وسط لندن، انكلترا، وجزء من لندن بورو من ساوثوورك. يقع 1.5 ميل (2.4 كم) شرق تشارنج الصليب، فإنه يشكل واحدة من أقدم أجزاء من لندن وجبهات نهر التايمز إلى الشمال. شكلت تاريخيا البلدة القديمة في مقاطعة سري، تتكون عدد من الرعايا، والتي جاءت على نحو متزايد تحت تأثير واختصاص مدينة لندن. باعتبارها منطقة الداخلية من لندن، شهدت سودرك هجرة السكان السريع في أواخر القرن التاسع عشر وأوائل القرن العشرين. هو الآن في مرحلة متقدمة من تجديد وهو موقع مكاتب قاعة المدينة للسلطة لندن الكبرى.

## أعلام
- أندي ماكناب
- جون هارفارد
- لانسلوت أندروز
- نايجل ريو كوكر
- لينسي دي بول
- كير ستارمر
- مارك أشتون
- ريان برتراند